# Laurie Brown (fotógrafa)
Laurie Brown (nascida em 1978) é uma fotógrafa americana.
O seu trabalho está incluído nas colecções do Museu de Arte do Condado de Los Angeles, do Museu de Belas Artes de Houston e do Museu de Arte de Filadélfia.